# Careware
Careware (от англ. care — забота и англ. software — программное обеспечение) — вид условно-бесплатного программного обеспечения shareware. Автор данного вида ПО требует, чтобы оплата за него шла на благотворительность. Синоним charityware.
Это нетрадиционные условия использования программ, предполагающие скорее не продажу, а обмен программного продукта на что-либо ценное для автора. Как правило, такой обмен необязателен (ваш «товар» расценивается скорее как знак внимания), и вы можете пользоваться программным обеспечением Careware так же, как Freeware.
Автором концепции Careware считается Поль Лютус (Paul Lutus). Сам он объясняет принцип Careware следующим образом:

Иногда деньги являются неудачным эквивалентом для некоторых сделок. Однако приобретение Арахнофилии (HTML-редактор) на условиях CareWare является сделкой… Вы можете использовать программу, при условии, что перестанете жаловаться на трудности и свою жизнь, хотя бы на время… Однако если вы не выполните этого условия, никто не постучит ночью в вашу дверь.

Примером Careware является текстовый редактор Vim. Vim является свободным программным обеспечением, но включает в себя запрос от своего автора, Брама Моленара, чтобы пользователи пожертвовали фонду ICCF Holland для работы по оказанию помощи жертвам СПИДа в Уганде. Ричард Столлман заявил, что лицензия Vim является GPL-совместимой.